# سوجورو هاشيموتو
سوجورو هاشيموتو (باليابانية: 橋本 卓) مواليد 16 يونيو 1982 في أماغاساكي، هيوغو، اليابان، هو لاعب كرة قدم ياباني. يلعب كلاعب وسط.

## المسيرة الاحترافية

### أندية لعب لها
- إف سي غيفو

## روابط خارجية
- سوجورو هاشيموتو على موقع رابطة كرة القدم اليابانية للمحترفين (اليابانية)
- سوجورو هاشيموتو على موقع قاعدة بيانات كرة القدم.إي يو (الإنجليزية)
- سوجورو هاشيموتو على موقع Soccerway.com (الإنجليزية)
- سوجورو هاشيموتو على موقع عالم كرة القدم.نت (الإنجليزية)